# Bockau
För andra betydelser, se Bockau (olika betydelser).
Bockau är en ort och kommun (Gemeinde) i tyska distriktet Erzgebirgskreis i förbundslandet Sachsen i Tyskland. Kommunen ingår i förvaltningsområdet Zschorlau tillsammans med kommunen Zschorlau.
Samhället var ursprungligen en by som redan under 1400-talet var specialiserade på medicinalväxter. Här odlades främst kvanne (Angelica archangelica) men även björnrot, libbsticka, arter av vänderotssläktet och rabarber. Under 1500-talet blev dessutom gruvdriften en betydande sysselsättning. Under denna tid fick Bockau status som köping (Flecken). Från och med 1750 etablerades flera manufakturer i orten som framställde koncentrerad svavelsyra (vitriololja). I samband med den industriella revolutionen fick Bockau järnvägsanslut och sedan blev den ett omtyckt utflyktsmål för befolkningen från Sachsens större städer.
Bockau har en större bassäng och vid kullen Buchberg en hoppbacke och andra vintersportanläggningar.
Ortens vänorter är Herrieden i Bayern och Melk i Österrike.